# Penselsvin
Penselsvin (Potamochoerus porcus) er med en vægt på 50- 150 kg Afrikas mindste vilde svin. Det har en længde på 100-150 cm og en højde på 50-90 cm. Penselsvin har en kompakt krop med lange tynde ben. Det har en rødbrun hud og kraftige stride hår. På siden af hovedet, som har en sort-hvid maske, har det pensellignende hårtotter, som har inspireret til dets navn. Det har lange ører, og visse arter er også udstyret med pensellignende hårtotter på ørespidserne.
Det lever syd for Sahara og er ikke kræsent i valg af tilholdssteder. Det lever i skov og bjerge, men dog oftest i tæt bush langs floder.
Det lever af rødder, nødder, frugter, græs, insekter, løv, svampe og lign.
Det er et meget socialt dyr, som lever i familieflokke på ca. 15-20 individer, som både rummer hanner, hunner og ungdyr. Grisene bliver som vildsvin født med en mørkerød farve med lysere striber. Et kuld består normalt af 3-4 grise, som vejer ca. 7-800 g.